# Història vertadera
La Història vertadera (en grec antic: Ἀληθοῦς ἱστορίας λόγος ά καὶ) és una novel·la de l'autor grec d'origen sirià Llucià de Samòsata, escrita el II dC i considerada el precedent clàssic de la literatura fantàstica i de la ciència-ficció. L'obra narra els viatges d'uns aventurers que, després de travessar les Columnes d'Hèrcules, arriben a una illa misteriosa i posteriorment són traslladats a la Lluna, on participen en una guerra interestel·lar fins a poder tornar a la Terra i seguir el seu periple marítim.

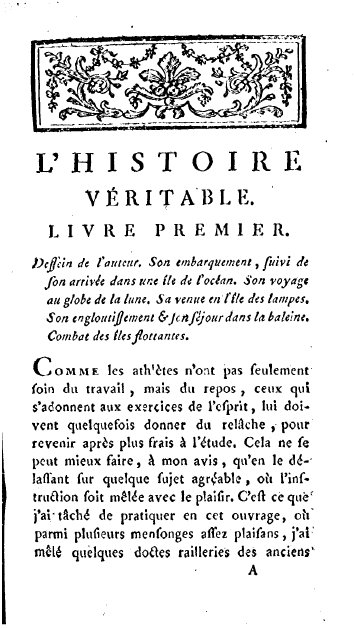
Portada d'una edició en francès

## Característiques
El títol al·ludeix al caràcter paròdic de l'èpica i la mitologia de la seva època, ja que presenta com a veritables viatges i orígens diferents dels herois dels narrats per autors consagrats, especialment Homer. La presència d'extraterrestres en comptes de déus és un dels trets més originals de l'obra, per ser molt infreqüent en l'antiguitat.
Està narrat de manera autobiogràfica.
En el pròleg, Llucià explica que l'únic real de la història és que és completament falsa i es justifica dient que, en el fons, tampoc es pot confiar en els que afirmen que diuen la veritat.
| «                                                 | "Vaig decidir que no valia la pena cridar-los l'atenció per totes les mentides que hi vaig trobar en llegir-los, veient que això ja és habitual fins i tot entre els que prometen filosofar. Però m'estranya que pensessin que passaria inadvertit que no escrivien la veritat. Per això també jo, capficat a deixar una obra per als qui vindran després, per no ser l'únic desheretat amb llibertat per a contar mentides, doncs no tenia res vertader per a contar –perquè res digne d'esment m'ha succeït–, m'he dedicat a la ficció d'una manera molt més descarada que els altres. I en una única cosa seré veraç: a dir que menteixo. | » |
| — Llucià de Samosata, "Història Vertadera", I, 4. | |   |

Dins l'obra l'autor manté un to satíric, aprofitant per a criticar personatges històrics.

## Argument

### Llibre primer
L'autor comença amb la descripció del seu viatge imaginari juntament amb cinquanta companys. Travessen les Columnes d'Hèrcules, moguts com Odisseu pel desig de conèixer llocs nous. De sobte, es desferma una tempesta i el vent empeny el vaixell durant setanta-nou dies; en arribar la calma, es troben davant d'una illa desconeguda. Baixen a explorar-la i s'hi troben amb una columna de bronze amb una inscripció en grec que diu que Hèrcules i Dionís havien estat allí i havien trobat empremtes de gegants. Després descobreixen un riu que no transporta aigua sinó vi, decideixen banyar-s'hi i pescar alguns peixos. Llavors, es topen amb un grup d'éssers especials: els mascles estan vius dels malucs cap avall i les femelles dels malucs cap amunt. 

En sortir de l'illa, la nau es troba immersa en un tifó i es veuen enlairats a una alçada equivalent a 3.000 estadis. Després de vuit dies de vol acaben caient en una terra "brillant i esfèrica, il·luminada per una gran llum", la lluna. Desembarquen sobre la superfície lunar, són capturats pels hipogrifs i portats en presència del rei selenita Endimió, que estava ficat en una guerra contra el rei del sol, Faetont, per la colonització de Venus. Aquesta “guerra estel·lar” és lliurada per uns guerrers armats de forma curiosa: els bolets fan d'escuts i els espàrrecs fan de llances i per cavalcar, en comptes de cavalls, munten Psyllotoxoti, que són puces tan grosses com dotze elefants. Finalment vencen els guerrers del Sol. Llucià i els seus companys, que havien estat lluitant en el bàndol dels selenites, són fets presos i portats al sol. Després d'un breu temps de captiveri decideixen tornar a la terra. Endimió, però, prova de retenir-los oferint-los honors. Abans de continuar la narració del viatge, Llucià fa una descripció detallada de totes les coses que li han sobtat mentre era a la lluna: l'aspecte i costums dels habitants de la lluna (selenites) i l'absència de dones. 

De tornada, són engolits per una balena de 1.500 estadis de llargada. Al seu interior, hi ha una illa habitada per una tribu que els rep amb hostilitat i la tripulació els extermina a tots. Passa un any i nou mesos i, per fi, la boca de la balena s'obre i poden fugir. Poc després, es troben enmig d'una batalla entre gegants que feien servir illes en comptes de vaixells.

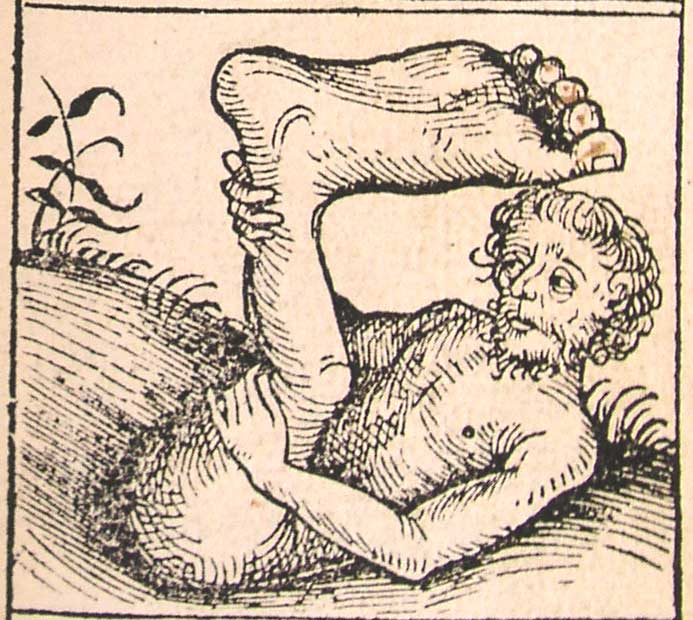
Un "σκιαποδες (sciapodes)" com els que cita Ctèsies de Cnidos, un dels autors parodiats per Llucià en la Història vertadera. La imatge pertany a les Cròniques de Núremberg de 1493

### Llibre segon
La nau de Llucià aconsegueix escapar i arriben a una illa de formatge d'un arxipèlag anomenat Illes afortunades, governada per un cretenc de nom Radamant. Allà es troben amb Homer, Ulisses, Sòcrates, Pitàgores i altres personatges històrics o mitològics.

Tornen a fer-se a la mar i arriben a una illa on compleixen condemna personatges mítics i històrics, com ara Ctèsies de Cnidos i Heròdot, eternament castigat per les "mentides" que havien dit.
Salpen i passen per l'illa dels somnis, on s'estan trenta dies. Després de tres dies de navegació arriben a l'illa d'Ogígia, i aprofiten per a lliurar una carta a Calipso de part d'Odisseu, en què explica que hauria preferit quedar-s'hi amb ella quan va tenir l'oportunitat. Llavors reprenen el viatge, i es troben encallats en un fossat oceànic de mil estadis de fondària; aconsegueixen superar-lo remant fatigosament, passant per un pont d'aigua que uneix les dues parts fins que assoleixen un mar en calma. Després d'albirar altres illes, descobreixen un continent. Mentre debaten si desembarquen per un curt temps o si s'endinsen per conèixer millor el país, una tempesta colpeja el vaixell contra la costa i es fa miques.
La novel·la finalitza de manera sobtada amb la promesa per part de l'autor de narrar en altres llibres les aventures que van viure tot seguit.

## Influències
Segons el patriarca Foci I de Constantinoble, aquesta narració de Llucià podria haver estat influïda per Les meravelles increïbles de més enllà de Tule d'Antoni Diògenes. Altres estudiosos actuals hi veuen en el poema "La guerra de les rates contra les granotes" (Batrachomyomachia) d'Homer un possible precedent. D'altra banda, Aristòfanes va fer ús de la fantasia en la comèdia Els ocells i Llucià l'esmenta en dir que li sembla haver vist des del seu vaixell l'illa dels ocells.
També es creu que Llucià hauria pogut influir en obres posteriors com Els viatges de Gulliver, Vint mil llegües de viatge submarí,Orland furiós, i potser en Les aventures de Pinotxo.